# An Indian Legend
An Indian Legend est un film muet américain réalisé par Charles Giblyn et sorti en 1912.

## Fiche technique
- Réalisation : Charles Giblyn
- Scénario : Harry G. Stafford
- Date de sortie :  États-Unis : 9 octobre 1912

## Distribution
- Grace Cunard
- Francis Ford
- Sherman Bainbridge
- Ethel Grandin
- Ann Little
- Robert Stanton